# Antonio Ozores

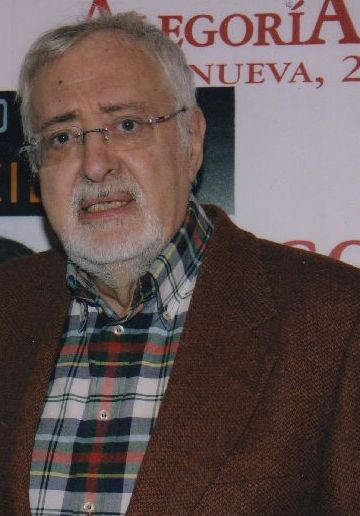
Antonio Ozores

Antonio Ozores Puchol (* 24. August 1928 in Burjasot, Spanien; † 12. Mai 2010 in Madrid) war ein spanischer Schauspieler, Drehbuchautor und Filmregisseur.
Ozores, Sohn von Mariano Ozores, Bruder von José Luis Ozores und Mariano Ozores jr. und Onkel der Schauspielerin Adriana Ozores, hatte sein Filmdebüt 1950 mit dem Film „El último caballo“, spielte in über 160 Filmen und war auch im Fernsehen und auf der Bühne zu sehen. Oftmals bevorzugt er komische Rollen; in fast allen Filmen seines Bruders wurde er besetzt.
1960 heiratete er Elisa Montés, mit welcher er eine gemeinsame Tochter, die Schauspielerin Emma Ozores, hat. Die Ehe wurde 1969 geschieden.

## Filmografie (Auswahl)
- 1950: El último caballo
- 1954: Die wunderbare Liebe der Bianca Maria (Un caballero andaluz)
- 1959: Die Betrüger (Los tramposos)
- 1971: Jetzt bin ich dran, Männer! (La graduada)
- 1977: Ein Tag mit Sergio (Un día con Sergio)
- 1980: Der Fetzer mit dem sanften Blick (Yo hice a Roque III)
- 1984: Al Este del Oeste